# Alexandria (Alabama)
Alexandria ist ein Census-designated place im Calhoun County Alabamas in den Vereinigten Staaten. Im Jahr 2020 hatte die Siedlung 4032 Einwohner. Sie liegt innerhalb der Anniston-Oxford Metropolitan Statistical Area.

## Geographie
Alexandria liegt am Kreuzungspunkt des U.S. Highway 431 mit der Alabama State Route 144 und hat nach den Angaben des United States Census Bureaus eine Fläche von 28,7 km², die vollständig aus Land bestehen.

## Geschichte
Mit Greenwood ist ein Haus in Alexandria im National Register of Historic Places (NRHP) eingetragen (Stand 4. Juli 2019).

## Demographie
Zum Zeitpunkt des United States Census 2000 bewohnten 3692 Personen die Stadt. Die Bevölkerungsdichte betrug 128,4 Personen pro km². Es gab 1467 Wohneinheiten, durchschnittlich 51 pro km². Die Bevölkerung Alexandrias bestand zu 88,43 % aus Weißen, 9,75 % Schwarzen oder African American, 0,27 % Native American, 0,60 % Asian, 0,11 % Pacific Islander, 0,24 % gaben an, anderen Rassen anzugehören und 0,60 % nannten zwei oder mehr Rassen. 0,65 % der Bevölkerung erklärten, Hispanos oder Latinos jeglicher Rasse zu sein.
Die Bewohner Alexandrias verteilten sich auf 1397 Haushalte, von denen in 39,5 % Kinder unter 18 Jahren lebten. 64,5 % der Haushalte stellen Verheiratete, 9,8 % hatten einen weiblichen Haushaltsvorstand ohne Ehemann und 22,5 % bildeten keine Familien. 19,8 % der Haushalte bestanden aus Einzelpersonen und in 7,2 % aller Haushalte lebte jemand im Alter von 65 Jahren oder mehr alleine. Die durchschnittliche Haushaltsgröße betrug 2,64 und die durchschnittliche Familiengröße 3,04 Personen.
Die Bevölkerung verteilte sich auf 27,4 % Minderjährige, 8,2 % 18–24-Jährige, 31,7 % 25–44-Jährige, 23,0 % 45–64-Jährige und 9,7 % im Alter von 65 Jahren oder mehr. Das Durchschnittsalter betrug 35 Jahre. Auf jeweils 100 Frauen entfielen 93,7 Männer. Bei den über 18-Jährigen entfielen auf 100 Frauen 92,9 Männer.
Das mittlere Haushaltseinkommen in Alexandria betrug 40.761 US-Dollar und das mittlere Familieneinkommen erreichte die Höhe von 44.953 US-Dollar. Das Durchschnittseinkommen der Männer betrug 32.554 US-Dollar, gegenüber 22.751 US-Dollar bei den Frauen. Das Pro-Kopf-Einkommen war 18.313 US-Dollar. 10,8 % der Bevölkerung und 8,3 % der Familien hatten ein Einkommen unterhalb der Armutsgrenze, davon waren 12,4 % der Minderjährigen und 4,3 % der Altersgruppe 65 Jahre und mehr betroffen.

## Quelle
- Statistische Daten zu Alexandria (englisch)
- Webseite des US Census Bureau (Memento vom 16. Februar 2020 im Webarchiv archive.today) (englisch)